# گورگوزن
گورگوزن یا بونگو (نام علمی: Tragelaphus eurycerus) نام یک گونه از زیرخانواده گاویان است.

## طبقه‌بندی
نام علمی بونگو، Tragelaphus eurycerus است. این گونه به سردهٔ بزآهو (نام علمی: Tragelaphus) و خانودهٔ گاوان (نام علمی: Bovidae) تعلق دارد.
این گونه برای نخستین بار در سال ۱۸۳۷ توسط ویلیام اوگیلبی، طبیعت‌شناس ایرلندی توصیف شد.
بونگوها اغلب به عنوان دو زیرگونه طبقه‌بندی می‌شوند:
بونگوی غربی یا بونگوی دشت (نام علمی: T. e. eurycerus) که در جنگل‌های استوایی مرکز و غرب آفریقا یافت می‌شود.
بونگوی شرقی یا بونگوی کوهستانی (نام علمی: T. e. isaaci) که فقط به کوه‌های کنیا محدود است و به شدت در خطر انقراض قرار دارد.

## مشخصات
بونگوها یکی از بزرگ‌ترین آنتلوپ‌های جنگلی هستند. بدن آن‌ها پوششی به رنگ شاه بلوطی یا قهوه‌ای با ۱۰ تا ۱۵ نوارهای عمودی روشن برای استتار در جنگل و لکه‌هایی سفید در ناحیهٔ گلو و گردن، گوش‌ها، صورت و دست و پا دارد.
رنگ بدن در سینه، گردن و پاها تیره‌تر از سایر نقاط بدن بوده و در نرها تیره‌تر از ماده هاست. با افزایش سن رنک این حیوانات تیره‌تر می‌شود.
هردو جنس نر و ماده از نظر ارتفاع شانه در حدود ۱۱۰ تا ۱۳۰ سانتیمتر ارتفاع دارند.
وزن ماده‌ها از ۱۵۰ تا ۲۳۵ کیلوگرم و وزن نرها از ۲۲۰ تا ۴۰۵ کیلوگرم است.
هر دو جنس دارای شاخ‌هایی مارپیچ هستند که در نرها بزرگتر و سنگین تر هستند. طول شاخ‌ها بین ۷۵ تا ۹۹ سانتیمتر است.

## بوم‌شناسی و رفتار
بونگوها به ندرت در گروه‌های بزرگ دیده می‌شوند. حیوانات نر معمولاً منزوی هستند درحالی که ماده‌ها و جوان‌ترها در گروه‌هایی با ۶ تا ۸ عضو زندگی می‌کنند. همچنان که نرهای جوان به بلوغ می‌رسند و گروه مادری خود را ترک می‌کنند، اغلب منفرد می‌مانند، اگرچه به ندرت ممکن است به یک نر مسن بپیوندند. مردان بالغ با اندازه یا سن مشابه تمایل دارند از یکدیگر دوری کنند. اگرچه اغلب شبانه هستند اما گاهی در طول روز به فعالیت می‌پردازند.

## جمعیت و حفاظت
تعداد بونگوهای شرقی در کنیا، به‌طور قابل توجهی کاهش یافته است و در کوه کنیا، آنها در دهه گذشته به دلیل شکار غیرقانونی از بین رفته‌اند. بونگوهای غربی در حال حاضر در معرض خطر انقراض محسوب نمی‌شوند اگرچه اطلاعاتی درمورد وضعیت آن‌ها در طبیعت وجود ندارد.
پلنگ‌ها و کفتارهای خالدار شکارچیان طبیعی اصلی بونگو هستند. (شیرها به دلیل زیستگاه ترجیحی متفاوت، به ندرت با بونگو روبرو می‌شوند). مارهای پیتون گاهی گوساله‌های بونگو را می‌خورند.